# Lusaghbyur (Lorri)
Pour l’article homonyme, voir Lusaghbyur (Shirak).
Lusaghbyur (en arménien Լուսաղբյուր ) est une communauté rurale du marz de Lorri en Arménie. En 2008, elle compte 1 218 habitants.